# Alkan Air
Alkan Air Ltd., действующая как Alkan Air — канадская авиакомпания местного значения со штаб-квартирой в городе Уайтхорс (провинция Юкон), выполняющая чартерные пассажирские и грузовые авиаперевозки, а также обеспечивающая работу мобильных служб скорой медицинской помощи (санавиации) в районах северной и западной частей страны.

## История
Авиакомпания Alkan Air была создана в 1977 году Барри Уотсоном и двумя бизнесменами из Уайтхорса, Вином и Джоем Маффами. Своё название компания получила в честь Аляскинской автотрассы («Al» — Аляска, «Can» — Канада), проходящей через Уайтхорс. В 1987 году братья Маффы продали свои доли в авиакомпании другому бизнесмену Хью Китчену, полученные от сделки деньги вложили в местный телекоммуникационный бизнес.
Alkan Air начала полёты на двух самолётах: оборудованном поплавками/лыжами Цессне 206 и стандартном Цессне 207. К 1987 году компания прекратила рейсы на самолётах с заменяемыми шасси и открыла несколько регулярных пассажирских рейсов из Уайтхорса в другие населённые пункты Юкона. К началу 1990-х годов, однако, Alkan Air постепенно свернула свои регулярные маршруты и переориентировалась на выполнение чартерных авиаперевозок и рейсы санитарной авиации.

## Флот
По состоянию на конец 2009 года воздушный флот авиакомпании Alkan Air составляли следующие воздушные суда:
- 1 Beech King Air 300;
- 2 Beech King Air 200;
- 1 Piper Navajo Chieftain;
- 1 Cessna 206;
- 2 DHC-3 Otter;
- 1 Cessna Caravan;
- 1 Short SC.7 Skyvan.